# Acraea percussa
Acraea percussa är en fjärilsart som beskrevs av Keferst. 1870. Acraea percussa ingår i släktet Acraea och familjen praktfjärilar. Inga underarter finns listade i Catalogue of Life.